# 陈绍蕃
陈绍蕃（1919年—2017年3月21日），男，浙江海盐人，中国结构工程专家，曾任西安冶金建筑学院教授、博士生导师，第六、七届全国人大代表。